# Lucie Malbos
Lucie Malbos, née en 1985, est une historienne française spécialiste de l'histoire de la Scandinavie durant le Haut Moyen Âge.

## Biographie
Selon Lucie Malbos, son intérêt pour l'étude de la Scandinavie au Moyen Âge vient d'une université d'été à Aarhus, au Danemark, peu avant son master.
En 2015, elle soutient une thèse sur les ports scandinaves médiévaux, dont elle publie une version abrégée en 2018.
En 2022, dans un contexte de dynamisme dans le champ de la vulgarisation historiographique concernant les Vikings, depuis la publication par les éditions Autrement d'une traduction de l'ouvrage de Jóhanna Katrín Friðriksdóttir Les femmes vikings, des femmes puissantes à la direction d'un ouvrage sur les Vikings par le vidéaste Benjamin Brillaud, Lucie Malbos publie Le monde viking. Portraits de femmes et d’hommes de l’ancienne Scandinavie. Dans cet ouvrage, elle tente de reconstituer, avec des sources lacunaires, la biographie de 14 individus divers et variés de la Scandinavie médiévale.
La même année, elle publie Harald à la Dent bleue. Viking, roi, chrétien, biographie du roi Harald Ier, qui, s'il est connu pour être l'origine du nom de Bluetooth, a une vie relativement peu connue. Comme les sources textuelles sont peu nombreuses, Lucie Malbos s'appuie notamment sur l'archéologie.

## Activités
Lucie Malbos est maîtresse de conférences en histoire médiévale à l'université de Poitiers. Elle est de plus membre du Centre d'études supérieures de civilisation médiévale.

## Ouvrages
- Les ports des mers nordiques à l’époque viking (VIIe – Xe siècle), Brepols, 2017, 453 p.  (ISBN 978-2-503-57580-3)
- Harald à la Dent bleue. Viking, roi, chrétien, Passés/Composés, 2022, 288 p. (ISBN 978-2-3793-3625-6)
- Le monde viking : portraits de femmes et d’hommes de l’ancienne Scandinavie, Tallandier, 2022, 385 p. (ISBN 9-791-021049-2-91)
- Les peuples du Nord : De Fróði à Harald l'Impitoyable (Ier-XIe siècle), Belin, 2024, 640 p. (ISBN 978-2-4100-2741-9)

### En collaboration
- Alban Gautier, Lucie Malbos (Dir.), Communautés maritimes et insulaires du premier Moyen Âge, Brepols, 2020, 222 p.  (ISBN 978-2-503-58551-2)
- Martin Aurell, Florian Besson, Justine Breton, Lucie Malbos (Dir.), Les médiévistes face aux médiévalismes, Presses universitaires de Rennes, 2023, 222 p.  (ISBN 9-782-75-35879-46)

## Distinctions
En 2022, Lucie Malbos reçoit le Prix de la Dame à la licorne pour son ouvrage Harald à la Dent bleue. Viking, roi, chrétien,.
En janvier 2023, Lucie Malbos reçoit le Prix de la biographie du Point pour son ouvrage sur Harald Ier, dont c'est la première biographie.
En octobre 2023, elle reçoit le Prix lycéen du livre d'histoire pour Le monde viking : portraits de femmes et d’hommes de l’ancienne Scandinavie.